# Bolko I. (Schweidnitz)

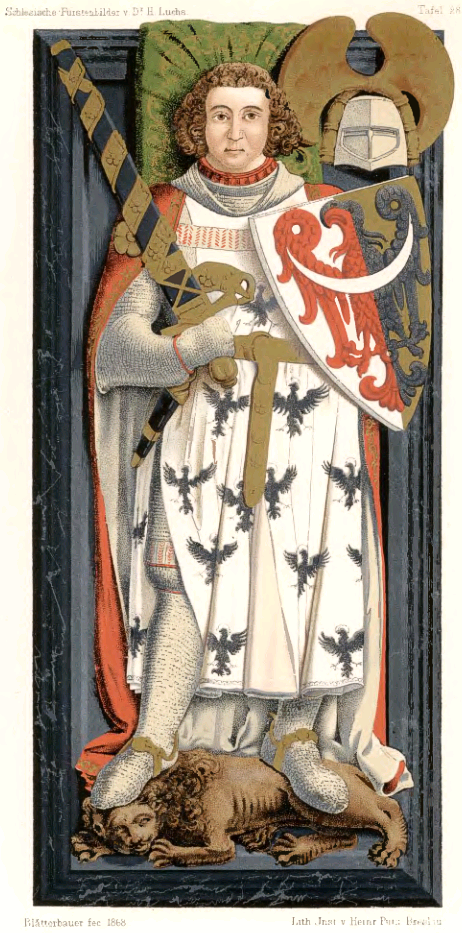
Farbrekonstruktion des Hochgrabs Bolkos I. von Schweidnitz-Jauer nach Theodor Blätterbauer

Bolko I. von Schweidnitz (auch Bolko I. von Jauer und Schweidnitz, Boleslaw III. von Liegnitz, polnisch Bolko I Surowy,tschechisch Boleslav I. Javorsko-Svídnický Surový; * um 1253; † 9. November 1301) war ab 1278 Herzog von Schweidnitz und Jauer und 1286 Herzog von Löwenberg.

## Herkunft und Familie

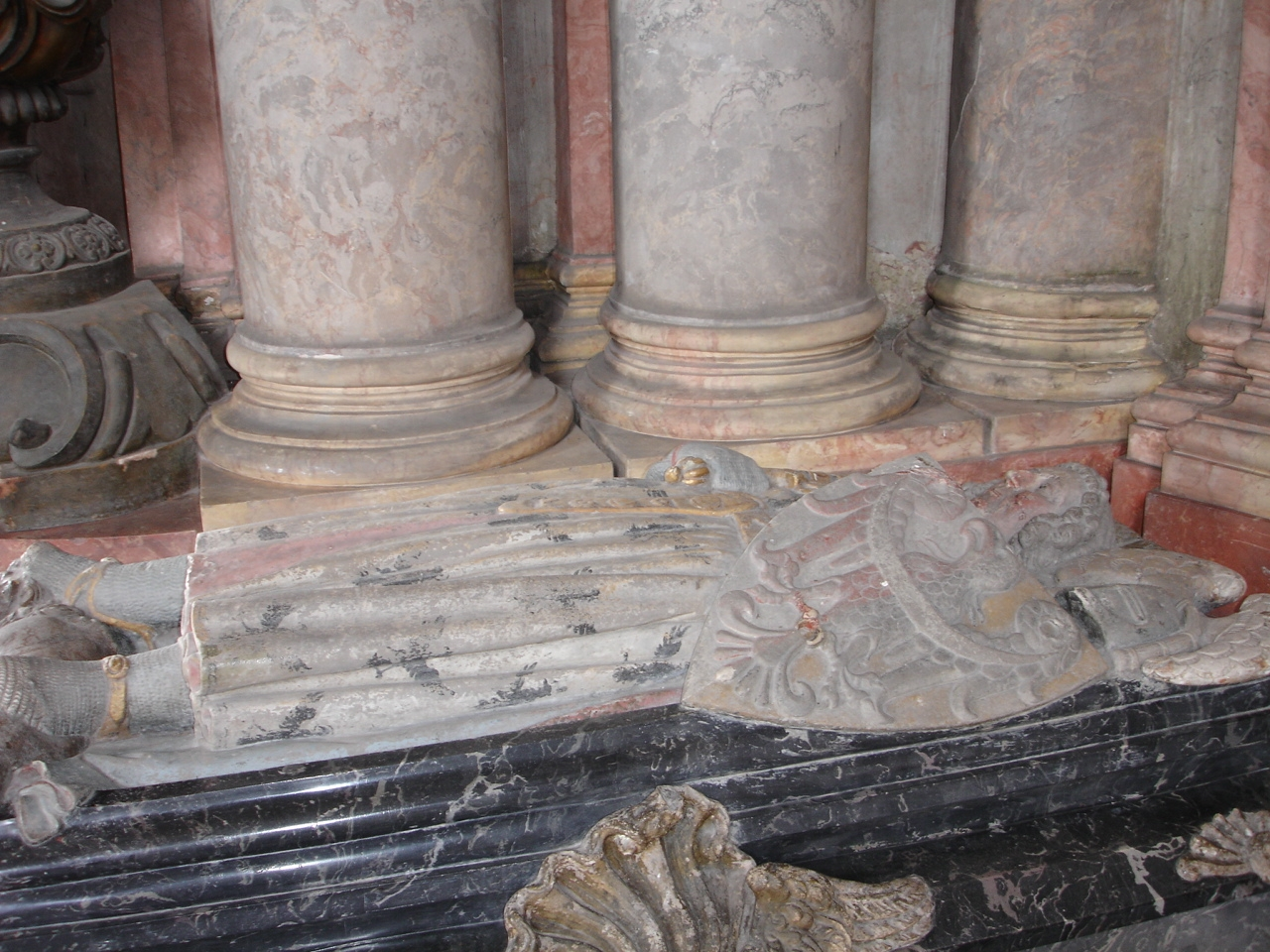
Sarkophag Bolkos I. in der Fürstenkapelle des Klosters Grüssau

Bolko entstammte dem Geschlecht der Schlesischen Piasten. Seine Eltern waren Herzog Boleslaw II. von Schlesien, ab 1248 von Liegnitz und Hedwig († 1259), Tochter des Grafen Heinrich von Anhalt. 1286 heiratete Bolko Beatrix († 1316), eine Tochter des Markgrafen Otto V. von Brandenburg. Der Ehe entstammten die Kinder
1. Boleslaw (* 1285/90, † 30. Januar 1320)
2. Judith/Jutta (* 1285/87; † 15. September 1320), ⚭ Stephan I. von Niederbayern
3. Bernhard II. († 1326), ⚭ Kunigunde († 1333), Tochter des polnischen Königs Władysław I. Ellenlang
4. Beatrix († 1322)[2], ⚭ um 1308 Ludwig IV. Herzog von Oberbayern, ab 1314 Römisch-deutscher König
5. Heinrich I. († 1346), ⚭ Agnes, Tochter des böhmischen Königs Wenzel II.
6. Elisabeth († 1350/56), ⚭ Wartislaw IV. von Pommern-Wolgast
7. Margarethe (* vor 1300)
8. Bolko II. von Münsterberg († 1341), ⚭ Jutta[3], Witwe nach Matthäus Csák IV., der noch zu Lebzeiten seines Vaters, des Trentschiner Burgherrn Matthäus (III.) Csák starb.
9. Anna († 1332/34), Abtissin des Klarissenklosters in Strehlen

## Leben

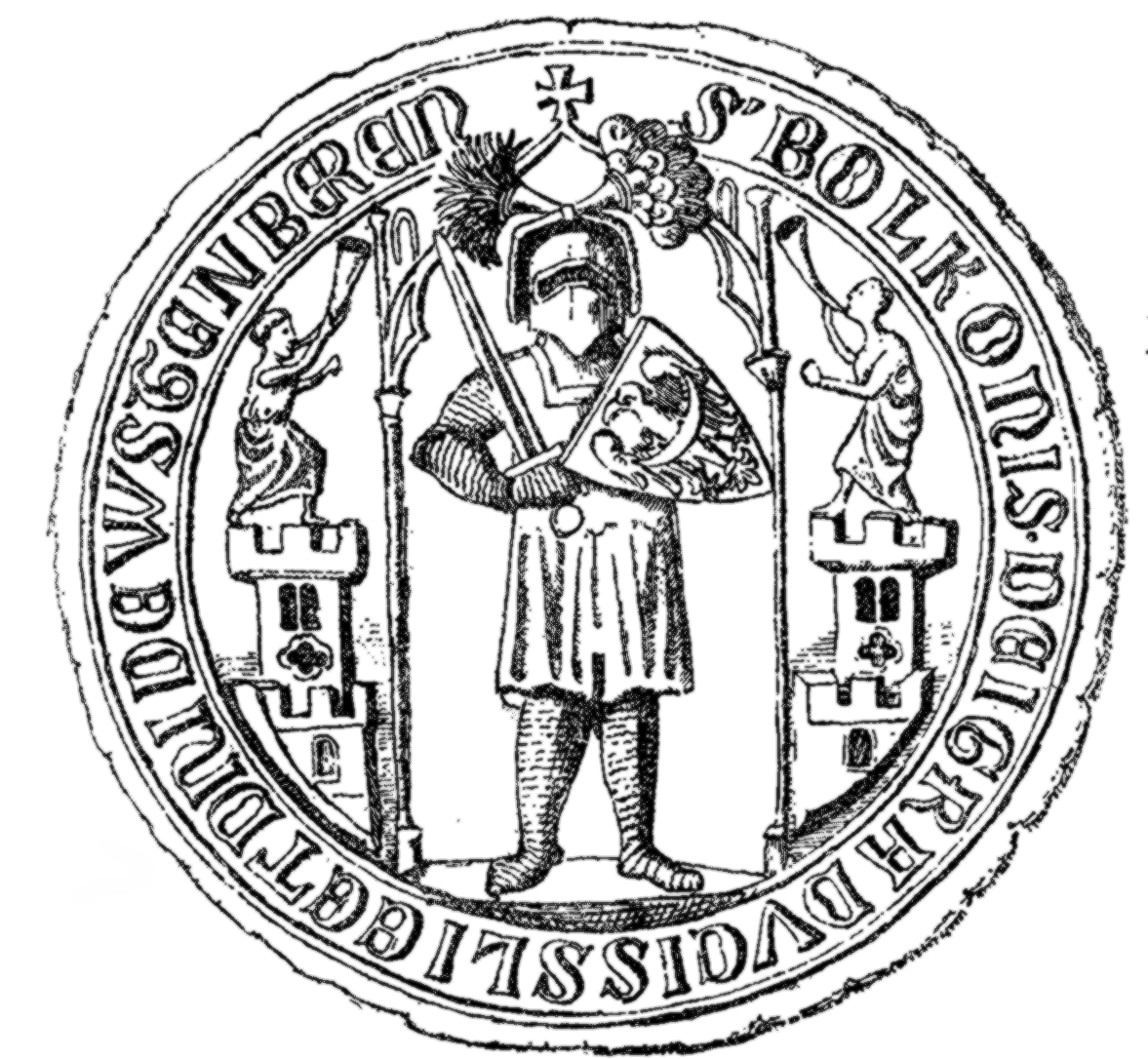
Siegel Bolko I. als Herzog (datiert 1298)

Nach dem Tod des Vaters 1278 wurden dessen Besitzungen geteilt. Der zweitgeborene Bolko und dessen jüngerer Bruder Bernhard I. erhielten zunächst gemeinsam das Herzogtum Jauer. Dieses wurde zuvor noch zu Lebzeiten des Vaters 1274/77 dem ältesten Bruder Heinrich V. zugewiesen, der nach dem Tod des Vaters jedoch das Herzogtum Liegnitz erhielt. 1281 gliederte Bolko für Bernhard aus dem Herzogtum Jauer das Gebiet von Löwenberg aus, das ebenfalls Sitz eines eigenen Herzogtums wurde. Nach dem Tod Bernhards 1286 erbte Bolko das Herzogtum Löwenberg, das er wieder mit seinem Herzogtum Jauer verband. Trotzdem führte er weiterhin die Bezeichnung Herzog von Löwenberg. Später trat ihm sein Bruder Heinrich V., der seit 1290 auch Herzog von Breslau war, den südlichen Teil des Herzogtums Breslau „entlang des Gebirges“ ab, so dass die Städte Münsterberg, Frankenstein, Strehlen, Reichenbach und Schweidnitz zu seinem Herrschaftsbereich gehörten, der den späteren Fürstentümern Schweidnitz und Münsterberg entsprach. Mit Unterstützung der Breslauer Bischöfe setzte sich Bolko für eine weitere Kolonisierung der gebirgigen Grenzgebiete ein. Gleichzeitig verfolgte auch Böhmen die Besiedlung seiner an Schlesien grenzenden Gebiete.
Nachdem sich der böhmische König Wenzel II. vom Römisch-deutschen König Adolf von Nassau 1295 seine Erbansprüche auf Schlesien wiederholt bestätigen ließ, nahm Bolko gegenüber Wenzel eine feindliche Haltung ein. Bolko befürchtete einen Einmarsch des Böhmenkönigs und besetzte deshalb den Pass von Landeshut. Da er sich zur Selbstverteidigung nicht stark genug fühlte, stellte er sein Land 1296 unter den Schutz des Papstes, was Bonifaz VIII. am 1. Februar 1296 urkundlich bestätigte. Durch die Rodung des Grenzwaldes sowohl von böhmischer als auch von schlesischer Seite entfiel die natürliche Grenze zu Böhmen. Deshalb legte Bolko zur Sicherung seines Landes entlang der Grenze Burgbezirke an, die der Landesverteidigung dienen sollten und ließ die Städte mit Wällen und Gräben befestigen. Da die Burg Vriburg bei Freiburg den Anforderungen einer Schutzburg nicht entsprach, errichtete er auf dem höher gelegenen Fürstenberg die Burg Fürstenberg, die zum Stammsitz der Schweidnitzer Herzöge wurde. Seinen Titel Herzog von Schlesien ergänzte er um den Zusatz von Fürstenberg.
Nach dem Tod seines Bruders Heinrich V. 1296 wurde Bolko Vormund von dessen unmündigen Kindern und damit auch Regent der Herzogtümer Breslau, Liegnitz und Brieg. Die Bürger von Breslau, die eine Verbindung mit Prag anstrebten, verweigerten ihm zunächst die Anerkennung, unterwarfen sich jedoch, nachdem die erwartete Unterstützung aus Böhmen ausblieb.
Zu den bereits existierenden Zisterzienserabteien Heinrichau und Kamenz gründete Bolko 1292 in der Nachfolge der Opatowitzer Benediktiner 1292 das Kloster Grüssau. 1295 gründete er in Strehlen ein Klarissenkloster.
Bolko starb im Alter von etwa 48 Jahren und wurde im Kloster Grüssau bestattet, dessen großherziger Gönner er gewesen war. Unter Abt Benedikt II. Seidel wurde 1735–1747 neben der Klosterkirche ein Mausoleum (Fürstenkapelle) errichtet, in dem die Sarkophage von Bolko I. und seinem Enkel Bolko II. sowie Marmorskulpturen ihrer Ehefrauen aufgestellt wurden.
Bolko hinterließ die drei unmündigen Söhne Bernhard, Heinrich und Bolko. Über sie übernahm Bolkos Schwager Hermann von Brandenburg die Vormundschaft, die er durch seinen Hauptmann Hermann von Barby verwalten ließ. Die Vormundschaft über die noch minderjährigen Kinder Heinrichs V. übernahm der böhmische König Wenzel. Damit verstärkte sich sein Einfluss in Schlesien.